# 列寧諾
45°17′50″N 35°46′21″E / 45.29722°N 35.77250°E

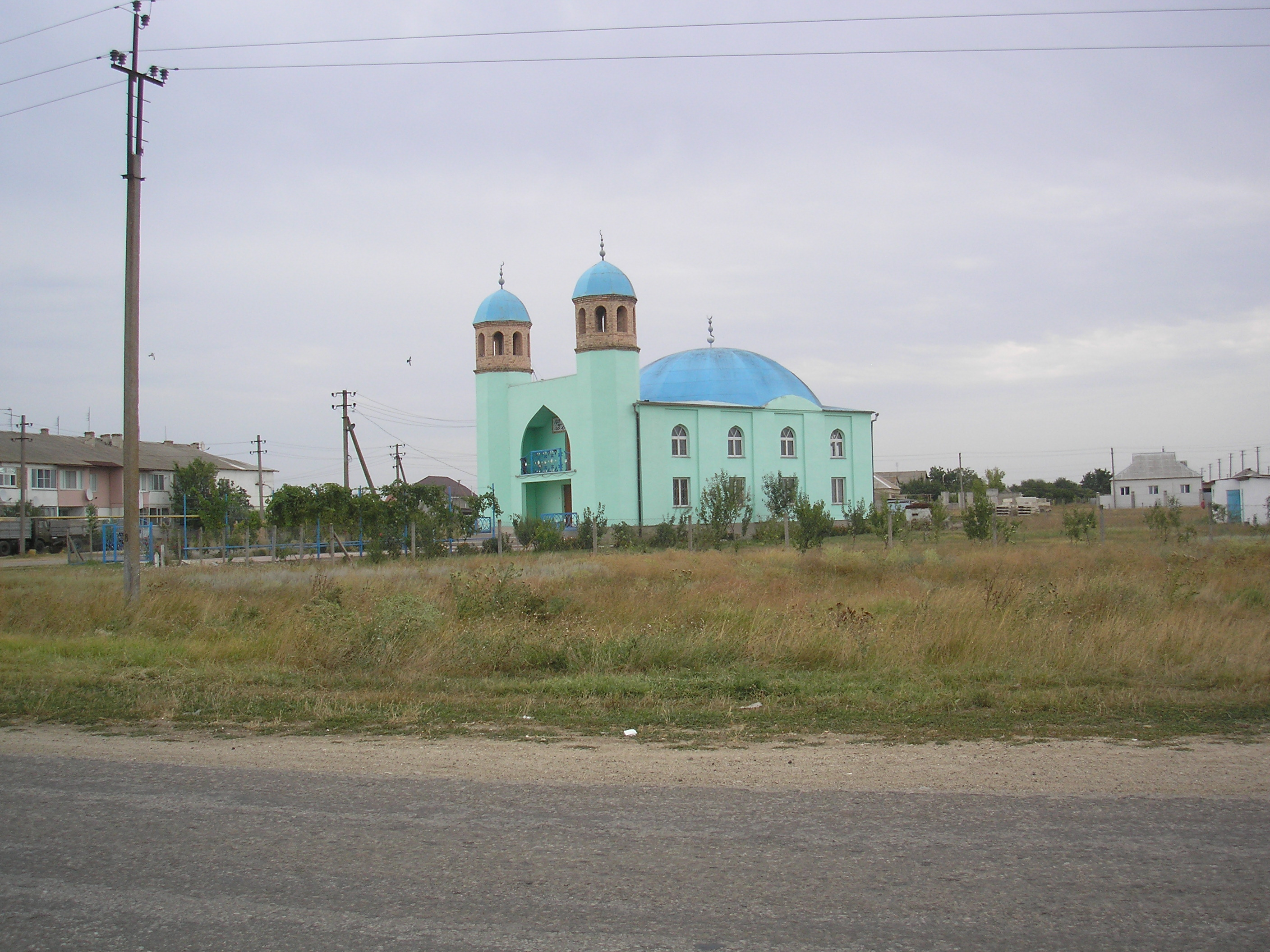
列宁诺清真寺

列宁诺（羅馬化：Lenino），乌克兰方面称为叶迪库尤（羅馬化：Yedy-Kuiu），法理上是乌克兰克里米亚自治共和国東部刻赤区的市级镇，事实上則是俄罗斯联邦克里米亞共和國列宁诺区管轄的市级镇。該鎮處於刻赤半岛西北部，面積7.73平方公里，海拔高度38米，2011年人口7,936人，人口密度每平方公里1,026.65人。
2014年起，此地跟随克里米亚并入俄罗斯。2016年，烏克蘭進行大規模的去共化，其中將列宁诺更名為叶迪库尤，但俄占当局仍沿用旧名。

## 外部連結
- Прогноз погоди в с. Ленінське （页面存档备份，存于）
- стаття Леніне — Інформаційно-пізнавальний портал | Кримська область у складі УРСР （页面存档备份，存于）